# پوواک هانکا
پوواک هانکا (به اسپانیایی: Puwaq Hanka) یک کوه در پرو است که در Peru, Lima Region واقع شده‌است. پوواک هانکا ۵٬۱۰۰ متر بالاتر از سطح دریا واقع شده‌است.